# NGC 2459
NGC 2459 је расејано звездано јато у сазвежђу Мали пас које се налази на NGC листи објеката дубоког неба.
Деклинација објекта је + 9° 33' 29" а ректасцензија 7h 52m 1,7s. Привидна величина (магнитуда) објекта NGC 2459 износи 14,5.